# Haruo Ohara
Haruo Ohara (Kochi, 1909 - Londrina, 25 de agosto de 1999) foi um agricultor e artista nipo-brasileiro, notado por seu trabalho no campo da fotografia. É considerado um dos fotógrafos mais expressivos do Brasil.

## Origens
Haruo Ohara nasceu na província de Kochi, no sul do Japão, filho de agricultores. No ano de 1927, sua família mudou-se para o Brasil juntamente com outros parentes, integrando um grupo de dez colonos. Embora estivesse estudando para tornar-se professor, o jovem Haruo emigrou juntamente com sua família, chegando ao Brasil logo após completar dezoito anos. O grupo foi enviado a Cotia, no interior do estado de São Paulo, onde trabalhou plantando batatas. Nos anos 1930, a família Ohara adquiriu terras na região da recém-fundada cidade de Londrina, e, como frequentemente é o caso, a ideia de retornar ao Japão acabou transformando-se em desejo de permanecer no Brasil. Foi no sítio da família que Harua Ohara descobriu a fotografia.

## Obra
Ao longo da vida Ohara manteve a administração da propriedade da família e o trabalho no campo como atividades principais, e jamais dedicou-se profissionalmente ou viveu de sua obra artística. Por esse motivo, e pela longevidade de sua dedicação à fotografia, o jornalista Marcos Sá Corrêa o definiu da seguinte maneira: 
"Haruo Ohara foi um fotógrafo das horas vagas. Só isso. Mas só isso durante mais de meio século". 
Embora tivesse consciência do valor de suas fotografias, ele sempre considerou seu trabalho sobretudo um registro familiar e de sua vida privada, e isso teve evidentes reflexos na divulgação de sua obra. Descrito como disciplinado e discreto, Ohara manteve sua produção artística em relativa obscuridade ao longo de sua vida. Embora tenha feito fotos a partir de 1938, até o início dos anos 1950 suas obras foram mantidas de maneira exclusivamente privada. Em 1951 Ohara entrou para o Foto-Cine Clube Bandeirantes, de São Paulo, e isso lhe permitiu participar de um número de eventos nos anos seguintes. A participação e eventual premiação nesses eventos lhe encorajou mas pouco afetou a discrição com que tratava sua obra, que considerava de caráter íntimo. Segundo sua família, somente pouco antes de sua morte descobriu-se a vastidão de sua produção.
O Lens Blog do jornal americano The New York Times descreveu sua obra como "uma elegia duradoura à harmonia da natureza brasileira dominada pelo homem". Suas fotos têm como temática central temas do dia-a-dia dos trabalhadores do campo, incluindo o cultivo do café e a dura rotina daqueles que o plantam, mas também os momentos de lazer e descontração dos trabalhadores. Sua família teve lugar de destaque em suas fotos, e muitas delas mostram seus filhos em seu sítio, brincando ou manejando os instrumentos de trabalho agrícola.
De maneira transversal, suas fotos retratam o dia de uma comunidade japonesa no Brasil e seu desejo de preservar laços culturais com sua terra natal. Suas fotografias revelam elementos da cultura japonesa mantidos pela comunidade, incluindo instrumentos musicais, vestimentas e atividades culturais típicas.

## Acervo
O acervo de Haruo Ohara compreende cerca de dez mil negativos coloridos, oito mil negativos em preto e branco, dezenas de álbuns e centenas de fotografias de época, além de equipamentos fotográficos e documentos e objetos pessoais, incluindo diários e livros. Desde 2008 ele encontra-se sob os cuidados do Instituto Moreira Salles (IMS). Catalogado e estudado apenas a partir do final da primeira década do século XXI, o acervo de Ohara tem lhe trazido o reconhecimento de "possivelmente o nome mais importante da produção visual de Londrina".

## Exposições
Os trabalhos de Ohara ganharam maior notoriedade no final dos anos 1980, por ocasião dos 80 anos da imigração japonesa no Brasil. Devido ao seu estado de saúde e idade avançada, apenas em 1998 foi organizada sua primeira exposição individual, batizada Olhares, ocorrida na Casa de Cultura de Londrina como parte da programação do Festival Internacional de Londrina. Essa mesma exposição seria exibida posteriormente na 2ª Bienal Internacional de Fotografia de Londrina. Em 2008, ano da doação do acervo ao IMS, iniciou-se uma mostra itinerante com 110 fotos em preto e branco produzidas por Ohara entre 1940 e 1970.

## Menções
A biografia Lavrador de Imagens: uma biografia de Haruo Ohara, escrita por Marcos Losnak e Rogério Ivano, foi publicada em 2003 e traça a vida de Haruo Ohara e sua arte. Em 2010 o curta-metragem Haruo Ohara, do cineasta Rodrigo Grota, foi apresentado durante o Festival de Gramado, no qual conquistou 5 prêmios, dentre os quais Melhor Filme e Melhor Fotografia. Em 2015, o canal NHK produziu dois documentários sobre a obra de Ohara; e o acadêmico britânico Ed King, da Universidade de Cambridge, publicou o livro virtual Orientalism in Brazilian Culture, no qual analisa detalhadamente a obra de Ohara. Desde abril de 2016 suas fotos têm percorrido museus de arte no Japão.